# Nina Holmén
Nina Holmén (née le 29 septembre 1951 à Pedersöre) est une athlète finlandaise, spécialiste du demi-fond et du cross-country. 

## Biographie
Nina Holmén est la mère de Janne Holmén, champion d'Europe du marathon en 2002.

### Palmarès
| Date | Compétition                            | Lieu     | Résultat | Épreuve     | Performance   |
| ---- | -------------------------------------- | -------- | -------- | ----------- | ------------- |
| 1973 | Championnats du monde de cross-country | Waregem  | 10e      | Individuel  | —             |
| 1973 | Championnats du monde de cross-country | Waregem  | 2e       | Par équipes | 73 points     |
| 1974 | Championnats du monde de cross-country | Monza    | 2e       | Individuel  | 12 min 48 s   |
| 1974 | Championnats du monde de cross-country | Monza    | 3e       | Par équipes | 61 points     |
| 1974 | Championnats d'Europe                  | Rome     | 1re      | 3 000 m     | 8 min 55 s 10 |
| 1976 | Jeux olympiques                        | Montréal | 9e       | 1 500 m     | 4 min 09 s 55 |

### Records
| Épreuve      | Performance   | Lieu  | Date           |
| ------------ | ------------- | ----- | -------------- |
| 1 500 mètres | 4 min 06 s 93 | Turku | 2 juillet 1976 |